# Матинья

Матинья на карте штата.

Матинья (порт. Matinha) — муниципалитет в Бразилии, входит в штат Мараньян. Составная часть мезорегиона Север штата Мараньян. Входит в экономико-статистический микрорегион Байшада-Мараньенси. Население составляет 21 885 человек на 2010 год. Занимает площадь 408,727 км². Плотность населения — 53,54 чел./км².

## Демография
Согласно сведениям, собранным в ходе переписи 2010 г. Национальным институтом географии и статистики (IBGE), население муниципалитета составляет:
| Полное население                               | Полное население                               | Полное население                               | Полное население                               | 21 885 |
| ---------------------------------------------- | ---------------------------------------------- | ---------------------------------------------- | ---------------------------------------------- | ------ |
| в том числе:                                   | Городское население                            | 8883                                           | Процент городского населения, %                | 40,59  |
|                                                | Сельское население                             | 13 002                                         | Процент сельского населения, %                 | 59,41  |
|                                                | Мужское население                              | 11 027                                         | Процент мужского населения, %                  | 50,39  |
|                                                | Женское население                              | 10 858                                         | Процент женского населения, %                  | 49,61  |
| Плотность населения, чел/км²                   | Плотность населения, чел/км²                   | Плотность населения, чел/км²                   | Плотность населения, чел/км²                   | 53,54  |
| Население муниципалитета в % к населению штата | Население муниципалитета в % к населению штата | Население муниципалитета в % к населению штата | Население муниципалитета в % к населению штата | 0,33   |

По данным оценки 2016 года, население муниципалитета составляет 22 822 жителя.

## Статистика
- Валовой внутренний продукт на 2003 год составляет 24 504 643,00 реалов (данные: Бразильский институт географии и статистики).
- Валовой внутренний продукт на душу населения на 2003 год составляет 1179,70 реалов (данные: Бразильский институт географии и статистики).
- Индекс развития человеческого потенциала на 2000 год составляет 0,640 (данные: Программа развития ООН).